# Saison 1 des Témoins
Chronologie
Saison 2
Cet article présente les épisodes de la première saison de la série télévisée française Les Témoins.

## Distribution

### Acteurs principaux
- Thierry Lhermitte : Paul Maisonneuve, ancien policier de la PJ de Lille
- Marie Dompnier : Lieutenant Sandra Winckler, jeune policière
- Laurent Lucas : Kaz Gorbier, criminel
- Jan Hammenecker : Justin, policier
- Catherine Mouchet : Maxine « Max » Dubreuil, commissaire de police
- Roxane Duran : Laura, serveuse
- Mehdi Nebbou : Éric, compagnon de Sandra Winckler
- Frédéric Bouraly : Philippe, patron du casino

### Autres acteurs
Sans indications dans quels épisodes ils ont joué
- Joël Ravon : Damien, ami de Paul Maisonneuve
- Laurent Delbecque : Thomas Maisonneuve, fils de Paul Maisonneuve
- Carine Bouquillon : Mme Gorbier, ex-femme de Kaz Gorbier
- Éric Paul : Henri Norbert, patron d'une entreprise de BTP et ami de Paul Maisonneuve
- Maryne Bertieaux : Caroline Laplace
- Thomas Doret : Jérémie Gorbier

Et par ordre alphabétique :
- Abdul-Ali Abuzar : Interprète afghan
- Fabrice Adde : Carl
- Franck Andrieux : Homme au volant
- Adeline-Fleur Baude : Jeune maman Sylvie
- Thierry Bertein : Capitaine du ferry
- Pierre Bertin : Patron du bar
- Violette Blanckaert : Jeune femme (sœur de la victime)
- Marie Boitel : Directrice de l'école du Tréport
- Florence Bolufer : Mélanie
- Henri Botte : Greg Serano
- Sophie Bourdon : Mère enfant au vélo
- Olivier Brabant : Richard Laplace
- Maïlys Briche : Fille 2 Damien
- Bruno Buffoli : Médecin légiste
- Philippe Capelle : Directeur de la prison
- Abel Carrière : Enfant au vélo
- Alexandre Carrière : Fred
- Zoé Caron : Fille 1 Damien
- Jack Claudany : Juge Harcourt
- Anne Conti : Sybil
- Nicolas Cornille : Chauffeur camionnette
- Christine Defurne : Journaliste 2
- Jean-Marie Denis : Habitué au bar
- Christophe Deram : Flic archive PJ
- Damien Ferrette : Copain Thomas
- Marie-Pierre Feringue : Mme Weber
- Marie Florac : Directrice du centre de rééducation
- Gaëlle Fraysse : Laurence Wanderwilt
- François Godart : Jean-Pierre
- Pascal Goethals : Yvan Kremer
- Juliette Hugot : Chloée
- Cédric Kerguillec : Flic informatique
- Pierre-Yves Kiebbe : Flic de la police scientifique
- Isabelle Kubiak : Mme Bergeron
- Quentin Legois : Brice
- Anne Lepla : Corinne
- Yann Lesvenan : Journaliste 1
- Emmanuel Leroy : Employé garage
- Jean-Erns Marie-Louise : Jean
- Hugues Martel : Propriétaire du golf
- Florence Masure : Mme Laplace
- Magdalena Mathieu : L'orthophoniste
- Sami Niazi : Jeune afghan
- Patricia Pekmezian : Mme Cherbeau
- Stéphane Pezerat : Médecin de l'hôpital
- René Pillot : Habitué du bar
- Christophe Piret : Avocat de Norbert
- Marie Polet : Femme agent immobilier
- Philippe Potier : M. Bergeron
- Cécile Rittweger : Léa
- Merouan Talbi : Fonctionnaire cadastre
- Charlotte Talpaert : Clara
- Bruno Tuchszer : Bruno Wacquier
- Félix Verhaverbeke : Homme mystérieux
- Kamel Zidouri : Karim

## Liste des épisodes

### Épisode 1
- Belgique : 22 novembre 2014 sur La Une
- France : 18 mars 2015 sur France 2
- Québec : 4 novembre 2015 sur AddikTV

- Belgique : 206 000 téléspectateurs (14,5 % de part d'audience)[1] (première diffusion)
- France : 5,31 millions de téléspectateurs (20,5 % de part d'audience)[2] (première diffusion)

### Épisode 2
- Belgique : 22 novembre 2014 sur La Une
- France : 18 mars 2015 sur France 2
- Québec : 11 novembre 2015 sur AddikTV

- Belgique : 186 000 téléspectateurs (14,1 %)[1] (première diffusion)
- France : 4,78 millions de téléspectateurs (20,7 %)[2] (première diffusion)

### Épisode 3
- Belgique : 29 novembre 2014 sur La Une
- France : 25 mars 2015 sur France 2
- Québec : 18 novembre 2015 sur AddikTV

- Belgique : 202 000 téléspectateurs (13,9 %)[3] (première diffusion)
- France : 4,15 millions de téléspectateurs (15,7 %)[4] (première diffusion)

### Épisode 4
- Belgique : 29 novembre 2014 sur La Une
- France : 25 mars 2015 sur France 2

- Belgique : 198 000 téléspectateurs (14,3 %)[3] (première diffusion)
- France : 3,73 millions de téléspectateurs (16,1 %)[4](première diffusion)

### Épisode 5
- Belgique : 6 décembre 2014 sur La Une
- France : 1er avril 2015 sur France 2

- Belgique : 173 000 téléspectateurs (12 %)[5] (première diffusion)
- France : 4,15 millions de téléspectateurs (15,6 %)[6] (première diffusion)

### Épisode 6
- Belgique : 6 décembre 2014 sur La Une
- France : 1er avril 2015 sur France 2

- France : 3,91 millions de téléspectateurs (15,8 %)[6] (première diffusion)